# 瘋人院 (電影)
是一部於2018年上映的美國心理恐怖驚悚片，由史蒂文·索德伯格執導，喬納森·伯恩斯坦和詹姆斯·格里爾編劇。由克萊兒·芙伊、喬舒亞·李納德、傑·法羅、茱諾·坦普、艾米·穆林斯和艾米·歐文主演，而麥特·戴蒙也於本片客串演出。該片完全是以iPhone 7所拍攝而成。
《瘋人院》2018年2月在柏林國際影展舉行全球首映，2018年3月23日在美國上映。

## 劇情
索耶認為，過去的某個人正在跟蹤自己。突然，她發現自己是在違背自己意願的情況下被關押在精神病院，並認為這名跟蹤者已緊隨其後；但自己無法分辨這威脅究竟是真實還只是腦海中的幻想。

## 演員
- 克萊兒·芙伊飾演索耶·瓦倫蒂尼
- 喬舒亞·李納德（英语：Joshua Leonard）飾演大衛·史特林
- 傑·法羅飾演奈特·霍夫曼
- 茱諾·坦普飾演禾奧萊
- 艾米·穆林斯（英语：Aimee Mullins）飾演艾許莉
- 艾米·歐文（英语：Amy Irving）飾演安潔拉
- 波莉·麥基飾演柏爾斯護士
- 麥特·戴蒙飾演偵探弗格森（客串）

## 製作
2017年7月宣佈，史蒂文·索德伯格秘密與克萊兒·芙伊和茱諾·坦普拍攝了一部電影。電影利用4KiPhone 7拍攝。2017年8月，傑·法羅確認參與電影拍攝。

## 發行
《瘋人院》將於2018年2月在柏林國際影展舉行全球首映，並於2018年3月23日在美國上映。

### 反響
《瘋人院》整體獲得了正面居多的評價。在爛番茄上根據129條評論，持有78%的新鮮度，平均得分為6.5／10；該網站共識：「《瘋人院》釋放了史蒂芬·索德柏的B級片大師之內在，涉入永不過時的心理驚悚片領域並為它帶來了高科技電影級的製作。」。在Metacritic上，電影獲得了63分。據CinemaScore調查，觀眾的反響在A+至F間落在「B-」。

### 票房
在美國和加拿大，《瘋人院》與《環太平洋2：起義時刻》、《真愛趁現在》、《糯爾摩斯》及《使徒保羅》同期上映並競爭，外界預測該片能在首映週末透過2000家劇院獲得300萬美元左右的票房收入。美國首週開出370萬美元的票房，位居當週票房排名第十一位。

## 外部連結
- 互联网电影数据库（IMDb）上《瘋人院》的资料（英文）
- Box Office Mojo上《瘋人院》的資料（英文）
- Metacritic上《瘋人院》的資料（英文）
- 爛番茄上《瘋人院》的資料（英文）
- AllMovie上《瘋人院》的资料（英文）
- 開眼電影網上《瘋人院》的資料（繁體中文）
- 豆瓣电影上《瘋人院》的資料 （简体中文）
- 时光网上《瘋人院》的資料（简体中文）